# El caballero Carmelo (libro)
El caballero Carmelo es un libro de cuentos del escritor peruano Abraham Valdelomar donde figura el cuento del mismo nombre, que ha sido considerado por la crítica como lo mejor de toda su creación ficticia y uno de los cuentos más perfectos de la literatura peruana. Fue publicado en Lima, el 12 de abril de 1918, con prólogo de Alberto Ulloa Sotomayor. Fue el segundo libro publicado por el autor (el primero había sido su biografía sobre "La mariscala").

## Detalles de la primera edición
Fue impreso en los Talleres Tipográficos de la Penitenciaría de Lima, siendo su primera edición de unos 2.000 ejemplares. Cada ejemplar se vendió a dos soles.
En la cubierta del libro aparecía el retrato casi yacente del autor, enmarcado por una orla de carácter colonial. Debajo se leía como título lo siguiente:

EL CABALLERO ♠ CARMELO ♠
CUENTOS DE DON ABRAHAM
VALDELOMAR ♠ ♠ ♠ CON UN
PRÓLOGO DE DON ALBERTO ULLOA
SOTOMAYOR Y UN APÉNDICE
CRÍTICO SOBRE ESTAS Y
OTRAS OBRAS DEL ARTISTA♠.

Enseguida figura una dedicatoria colectiva, escrita en latín, y un hermoso poema que el escritor dedica a sus hermanos José, Roberto y Anfiloquio, en donde, extrañamente, vaticina que su muerte antecederá a la de ellos (lo que ocurrió, por desgracia, al año siguiente):

A MIS HERMANOS JOSÉ, ROBERTO Y ANFILOQUIO

En el ñorbo del jardín hicieron un nido los gorriones,

¿recordáis?

De niño yo lloraba siempre,

¿recordáis?

De niño yo tenía miedo de las sombras,

¿recordáis?

De niño yo era alegre como un cabritillo,

¿recordáis?

Vosotros me llevabais en los hombros,

¿recordáis?

Cuando mamá se ausentó, vosotros velabais mi sueño,

¿recordáis?

Éramos siete hermanos,

¿recordáis?

Un día yo me volví triste para siempre,

¿recordáis?

Y un día seréis seis hermanos,

¡no me olvidéis!

Abraham.

Sobre este libro o miscelánea narrativa escribió Luis Alberto Sánchez lo siguiente: 

“Esta segunda obra de Valdelomar produce la impresión criolla de un mango iqueño cubierto de sedería francesa. La propia armadura confirma la contradicción vitanda entre la sencillez amorosa del texto y el barroquismo no siempre grato del marco u orla. Para imprimirlo su autor escogió tipos galanos, de apariencia antigua, aristocráticos y sugerentes, pero a la vez seleccionó un infame y amarillento papel periódico. Se gastó Valdelomar el lujo de imprimir a dos tintas (resabios del gusto itálico y de las recientes ediciones de Valle Inclán), más rebajo la elegancia de la tipografía con la miseria del papel. No son detalles que en este caso merezcan desprecio; requieren alta consideración.”

## Estructura
Más que un libro, El caballero Carmelo es una miscelánea de cuentos y relatos, encabezados por los llamados cuentos criollos (los cinco primeros), el primero de los cuales da el título a la obra. Se incluyen además dos cuentos yanquis (Tres senas, dos ases y El círculo de la muerte), un cuento cinematográfico (El beso de Evans), cinco cuentos chinos, un cuento simiesco o humorístico (La tragedia en una redoma), un cuento incaico (Chaymanta Huayñuy) y un cuento fantástico o metafísico (Finis desolatrix veritae). En total 16 cuentos:
- El caballero Carmelo
- El vuelo de los cóndores
- Hebaristo, el sauce que murió de amor
- Los ojos de Judas
- Yerba santa
- Tres senas; dos ases
- El beso de Evans
- El círculo de la muerte
- Cuentos chinos:
  - Las vísceras del superior o sea La historia de la poca vergüenza
  - El hediondo pozo siniestro o sea La historia del Gran Consejo de Siké
  - El peligro sentimental o La causa de la ruina de Siké
  - Los Chin-Fu-Ton o sea La historia de los hambrientos desalmados
  - Whong-Fau-Sang o sea La torva enfermedad misteriosa
- La tragedia en una redoma
- Chaymanta huayñuy
- Finis desolatrix veritae

En una entrevista que le hizo Antenor Orrego en Trujillo, Valdelomar confesó que de todos sus cuentos más le placían dos de ellos: Hebaristo, el sauce que murió de amor y Finis desolatrix veritae.

## Elaboración

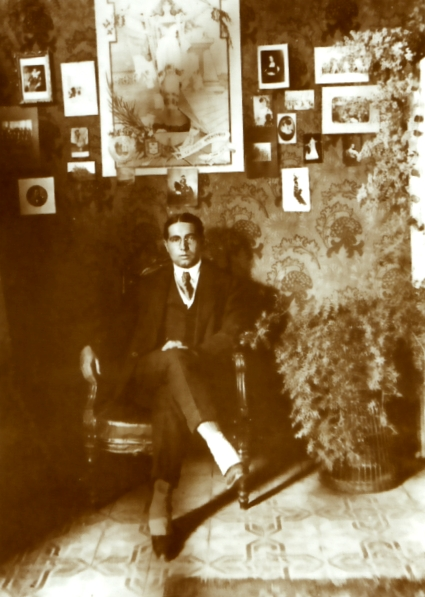
Abraham Valdelomar, en su casa de Barranco.

La mayoría de los dieciséis cuentos y relatos que conforman esta obra habían sido ya publicados en revistas y diarios de Lima, desde 1910; el autor solo hizo ligeras correcciones en algunos de ellos antes de agruparlos y hacer un tomo de todo el conjunto.
El círculo de la muerte había aparecido en la revista Variedades en dos partes: 29 de enero y 5 de febrero de 1910, con el título de El suicidio de Richard Tennyson (cuento yanqui).
El beso de Evans se publicó en la revista Balnearios, el 13 de agosto de 1910. Es uno de los pocos ejemplos vanguardistas del autor.
El cuento criollo que encabeza el libro, el celebérrimo El caballero Carmelo, lo escribió durante su estancia en Roma en 1913, y con él ganó un concurso literario convocado por el diario La Nación de Lima, el 27 de diciembre de 1913. Planeaba entonces reunir todos sus cuentos criollos en un volumen titulado La aldea encantada, y entró en tratativas con la editorial Ollendorf en París, pero dicha intención se frustró. 
En ese mismo año de 1914 apareció en La Opinión Nacional dos de sus cuentos criollos: El vuelo de los cóndores (28 de junio) y Los ojos de Judas (1 de octubre). 
En 1915 el diario La Prensa de Lima le publicó dos de sus cuentos: Tres senas, dos ases (7 de julio), cuento yanqui; y El hombre maldito (28 de julio), cuento incaico que fue la primera versión de Chaymanta huayñuy. El llamado cuento “simiesco”, La tragedia en una redoma, apareció en la sección “Crónicas frágiles” del mismo diario (28 de octubre de 1915). 
Entre octubre y noviembre de 1915 aparecieron también en  La Prensa su serie de Cuentos chinos, una suerte de crítica hacia la dictadura de Óscar R. Benavides en forma de apólogos ambientados en China:
- Las vísceras del superior (3 de octubre).
- El hediondo pozo siniestro (11 de octubre).
- Los Chin-Fu-Ton (16 de octubre).
- Whong-Fau-Sang (10 de noviembre)
Un quinto cuento chino fue publicado en la revista Rigoletto, el 5 de febrero de 1916.
En 1917 la revista Mundo limeño publicó su cuento Hebaristo, el sauce que murió de amor (18 de agosto); y la novela corta (o cuento largo) Yerba santa (en dos entregas: 30 de agosto y 30 de septiembre). Esta última, según confesión del mismo Valdelomar, lo escribió cuando contaba apenas con 16 años de edad (es decir hacia 1904).
Fracasado su proyecto inicial del libro La aldea encantada, Valdelomar se propuso hacer una amplia antología de sus cuentos, que abarcarían, además de sus Cuentos criollos, los llamados cuentos chinos, yanquis, incaicos, etc. Inicialmente el nombre del libro iba a ser Los hijos del Sol, tal como se anunciaba en la Revista Literaria Colónida, pero luego optó por el de El caballero Carmelo, en honor a su narración emblemática. El título de Los hijos del Sol sería después utilizado para su recopilación de cuentos incaicos publicado de manera póstuma en 1921.

## Crítica
En dicha antología de cuentos que constituye El caballero Carmelo, destacan nítidamente los “cuentos criollos” que encabezan el volumen, el más notable de los cuales es el que da el nombre al libro, como ya se ha dicho. Con un lenguaje sencillo, libre del artificio y cultismo extremo de la prosa modernista, nos remiten a la infancia del autor transcurrida en la aldea de San Andrés (cerca de la ciudad y puerto de Pisco) y nos muestra a un niño descubriendo entre asombrado y asustado los misterios de la vida y la muerte, del amor y la venganza, la realidad y la fantasía. 
Fue en su momento la propuesta de una narrativa localista, provinciana, autóctona, en una literatura peruana que hasta entonces había sido muy elitista y limeña; también, cosa importante que resaltar, aparece por primera vez el niño como protagonista de una narración peruana, que había sido hasta entonces muy adulta; así como la evocación de la vida del hogar, llena de encanto y ternura como solo la fina sensibilidad de un escritor como Valdelomar lo podía hacer. Con esta obra la literatura peruana ingresó a la modernidad.
Los otros relatos, los llamados chinos, yanquis, etc., aunque valiosos, no lograron independizarse sustancialmente del canon modernista (la corriente literaria vigente entonces), aunque algunos de ellos constituyen unos tímidos intentos vanguardistas, de experimentación de nuevas formas y lenguajes, como es el caso de El beso de Evans calificado como cuento cinematográfico.